# Narycia nubilosa
Narycia nubilosa är en fjärilsart som beskrevs av Edward Meyrick 1920. Narycia nubilosa ingår i släktet Narycia och familjen säckspinnare. Inga underarter finns listade i Catalogue of Life.